# Gordionus porosus
Gordionus porosus är en tagelmaskart som beskrevs av Villalobos och Voglino 2000. Gordionus porosus ingår i släktet Gordionus och familjen Chordodidae. Inga underarter finns listade i Catalogue of Life.